# Fähre

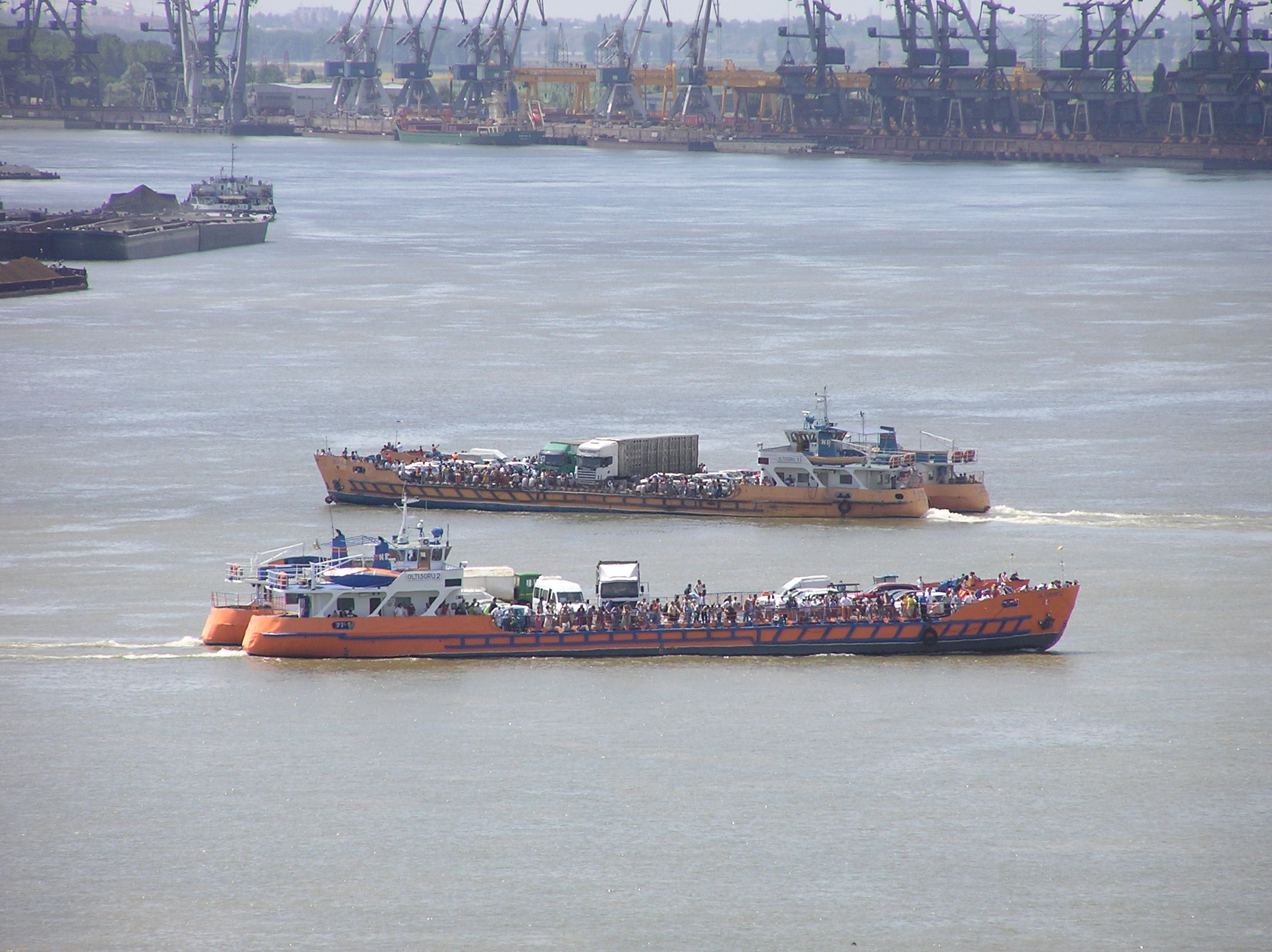
Fähren auf der Donau in Galați (Rumänien)

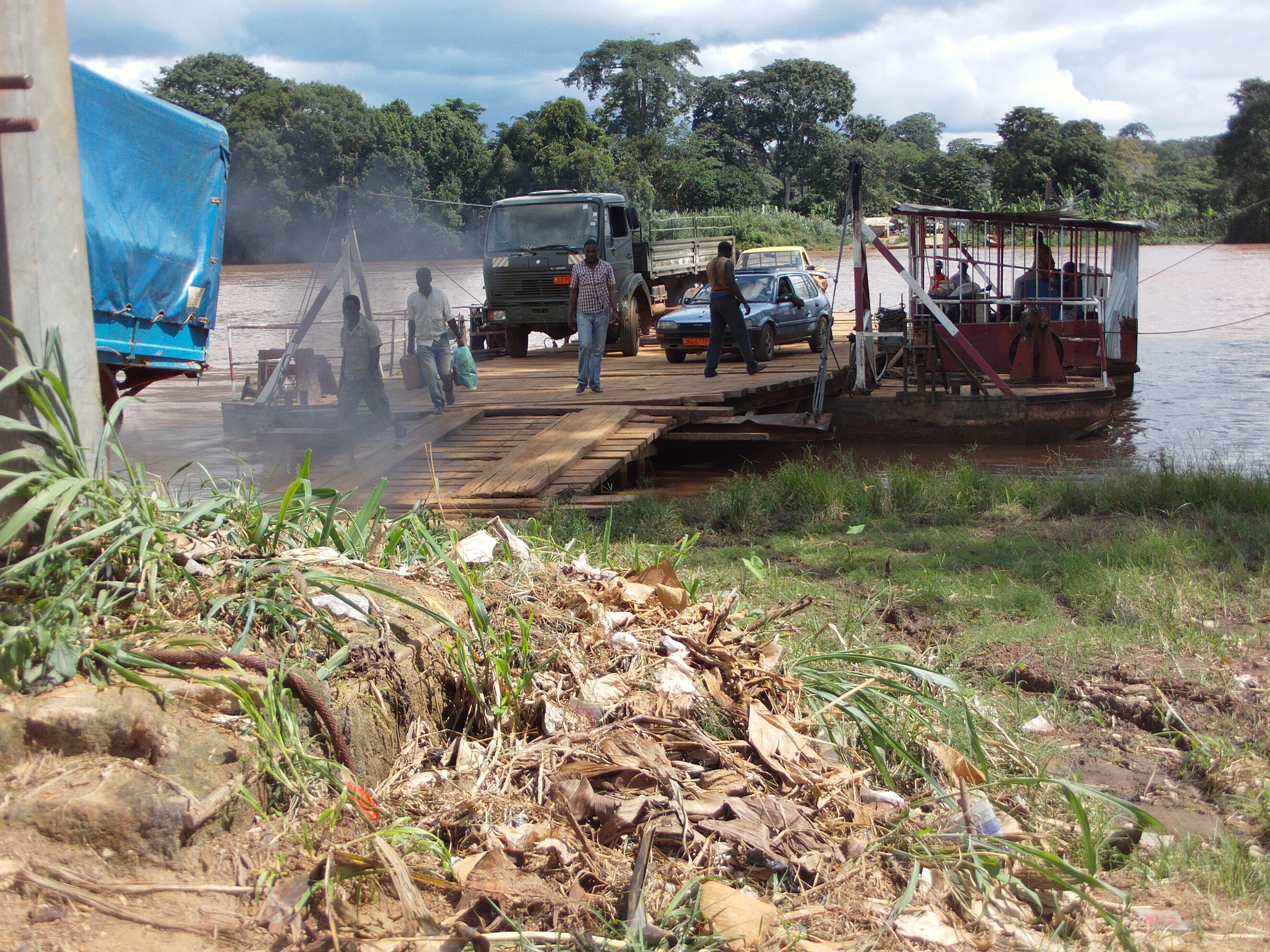
Fähre über den Mbam in der Nähe von Bafia (Kamerun)

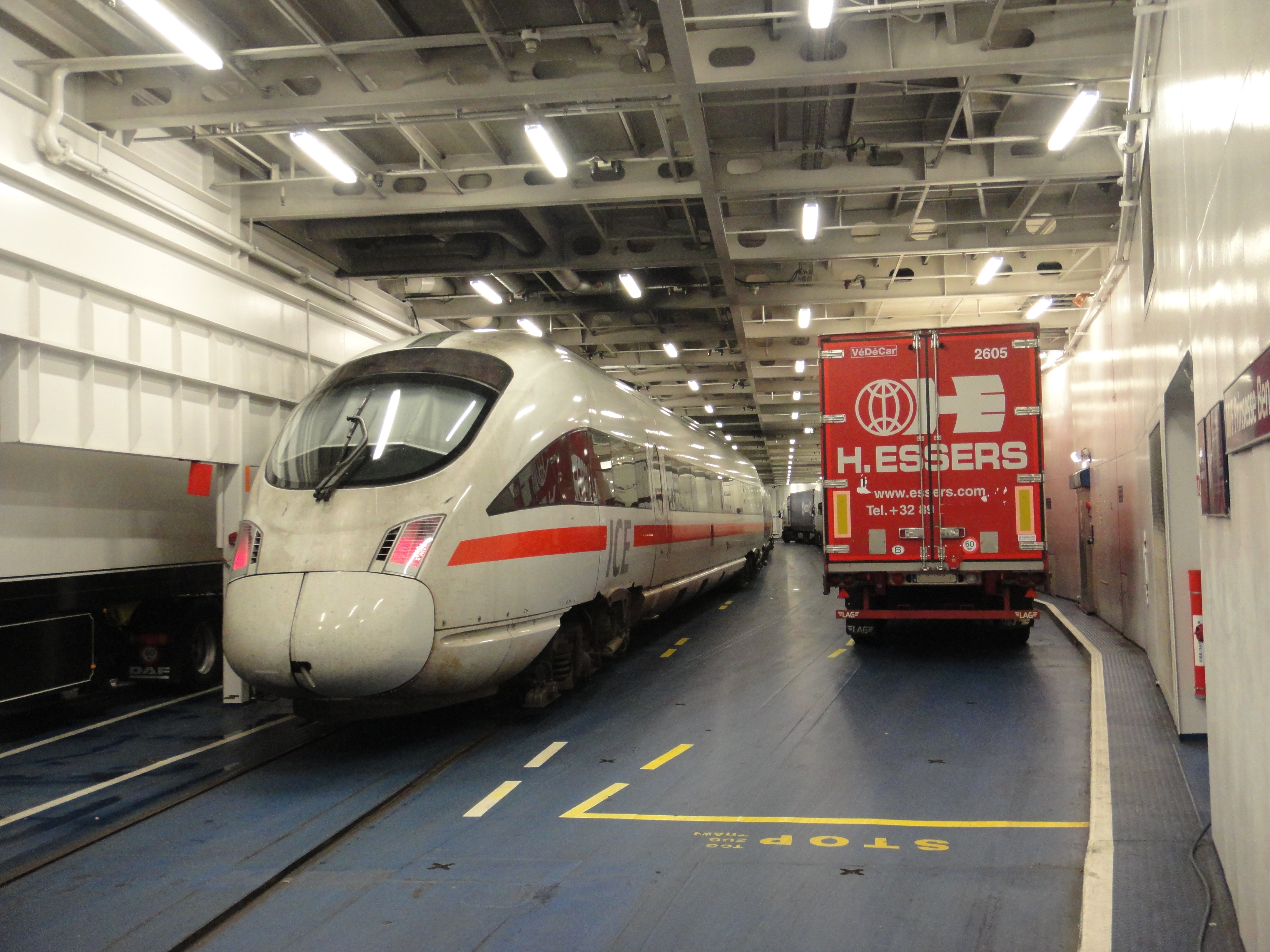
Kombiniertes Eisenbahn- und Autodeck einer Doppelendfähre der Vogelfluglinie zwischen Puttgarden und Rødbyhavn

Rollfähre mit einem Seil, zwei Rümpfen und Rudersteuerung (Spanien / Ebro / Miravet)

Eine Fähre (mhd. vere; zu mhd. vern, ahd. ferian ‚mit dem Schiff fahren‘) ist ein Verkehrsmittel, das dem Übersetzverkehr über ein Gewässer dient.
Bei Fähren steht der Transportaspekt im Vordergrund, d. h. die Fährfahrt selbst dient in erster Linie dem Erreichen des anderen Ufers des Gewässers. Dabei können mehrere Anlegestellen angefahren werden oder wiederholt das gleiche Ufer. Die Abgrenzung der Fähren zu Linienschiffen ist in einigen Fällen unklar, so werden der Katamaran Friedrichshafen–Konstanz oder auch andere Linienschiffe auf dem Bodensee gelegentlich auch als Fähre bezeichnet.
Eine Fährstelle ist die Gesamtheit von Zufahrten, Anlegestellen, Fährschiff(en) und Fahrroute. Zumeist sind Vorrichtungen erforderlich, die den Übergang zwischen Fähre und Ufer ermöglichen: zum Ausgleich unterschiedlicher Wasserstände und Beladungszustände oder zur Überbrückung seichter Ufer. Dazu gehören zum Beispiel Landeklappen an den Fährschiffen und Fährbrücken am Ufer.

## Fährtypen
Es gibt verschiedene Arten, Fähren zu unterscheiden. Dazu zählt eine Einteilung nach dem Bautyp des benutzten Fahrzeugs (zum Beispiel Fährschiff, Kahn oder Ponte) sowie nach Einsatzgebiet und Betriebsart. Fähren sind, mit Ausnahme der Schwebefähren, Wasserfahrzeuge. Nach der Transportaufgabe werden Personenfähren, Güterfähren, Autofähren und Eisenbahnfähren (Trajektschiffe) unterschieden.
Fährverkehr kann definiert werden als in der Regel fahrplanmäßige Personen- und/oder Güterbeförderung mittels eines Wasserfahrzeugs zwischen mindestens zwei Häfen oder Anlegestellen, die durch Flüsse, Seen oder Randmeere getrennt sind.

## Typen nach Einsatzgebiet

### Seegehende Fähren

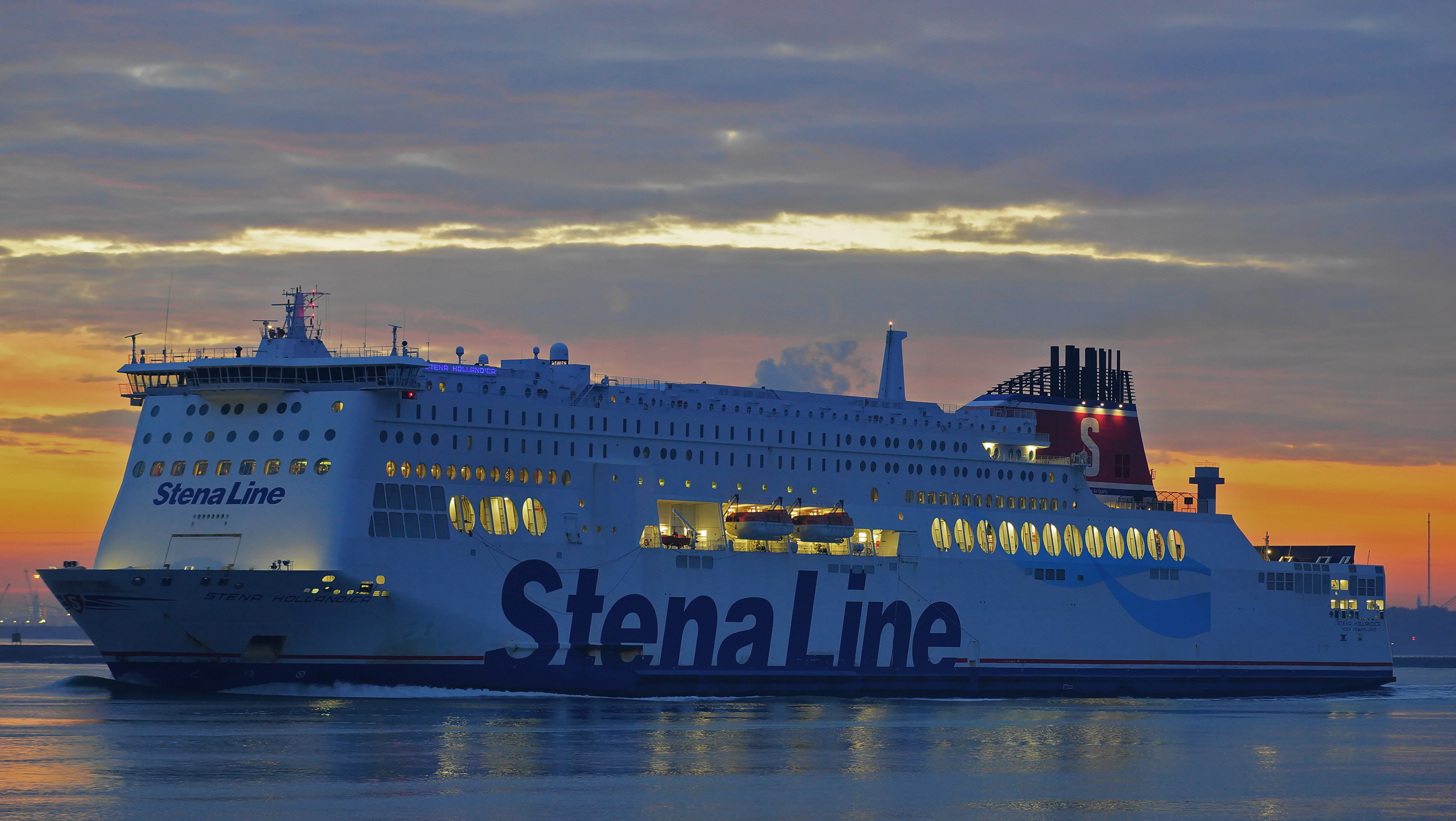
RoPax 55 auf der Nordsee (2016)

Seegehende Fähren bzw. Fährschiffe verkehren weltweit. Es gibt eine Vielzahl unterschiedlicher Schiffstypen, die als Fähre genutzt werden, je nach Länge der Strecke, der benötigten Kapazität sowie nach Geschwindigkeit und Seetüchtigkeit. Das Einsatzgebiet mit höherem Seegang und stärkeren Winden sowie dem Rechnung tragende unterschiedliche gesetzliche Rahmenbedingungen für den Betrieb der Schiffe bedingt grundsätzlich erweiterte Anforderungen an Konstruktion und Ausrüstung derselben, als die von Binnenfähren zu erfüllenden. Der meist größeren innerhalb der Fährverbindungen zu bewältigende Distanzen und des häufig gänzlichen Fehlens alternativer Landverkehrsverbindungen (wie z. B. Brücken oder Tunneln) wegen, aber auch, um vor allem unsubventionierte Fährverbindungen wirtschaftlich betreiben zu können, werden auf See oft größere Fähren mit teils sehr hohen Transportkapazitäten in geringer Taktrate eingesetzt.
In der Seeschifffahrt werden für den Gütertransport oft sogenannte RoRo-Schiffe eingesetzt, die Güterzüge, Lastkraftwagen oder nur die Trailer derselben auf oder unter Deck transportieren. Ist auch eine Passagiermitnahme vorgesehen, spricht man von einem RoPax-Schiff.

### Binnenfähren

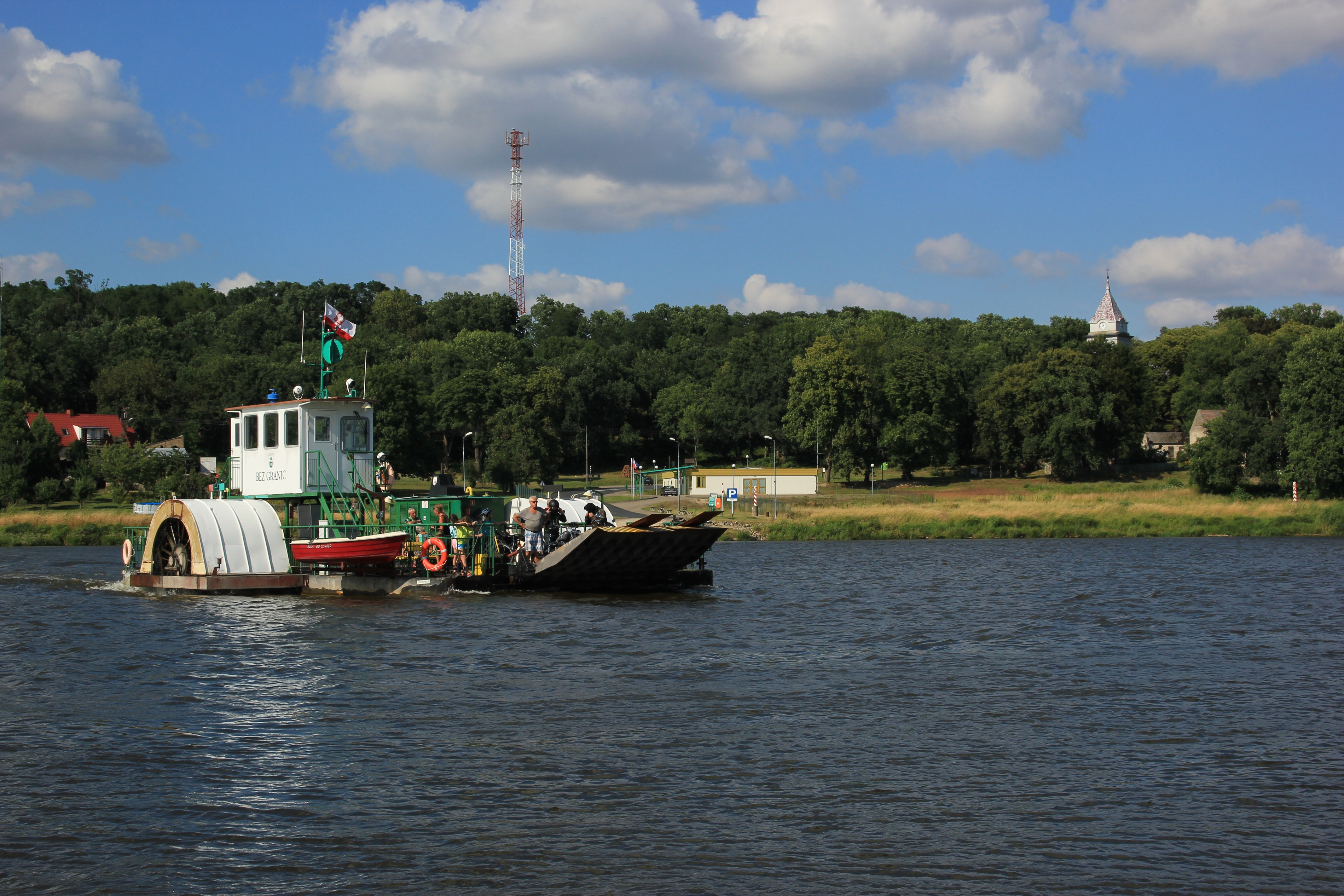
Polnische Seitenradmotorfähre „Bez Granic“ über die Oder zwischen Güstebieser Loose (D) und Gozdowice (PL), 2018

Fähren in der Binnenschifffahrt verkehren auf Flüssen, Kanälen, Binnenseen und in Häfen. Fährstellen dienen als Teil des öffentlichen (Personen-)Nahverkehrs zum Verbinden von Verkehren über Gewässer als Alternative zu Brücken oder Tunneln. Die Fähre verkehrt dabei meist nach Fahrplan und gegen Entgelt, zumindest aber regelmäßig und innerhalb fester Zeiten.
Das Steuerhaus ist bei den meisten Binnenfähren unterstromseitig (der Fährmann steht mit dem Rücken zu Tal) in der Mitte des Fahrzeuges angeordnet. Seltener findet man Fähren mit dem Steuerhaus mittig über der Fahrbahn auf einer Art Brücke (alte Fähre Loreley) oder gar mit zwei Steuerhäusern (für jede Fahrtrichtung eines). Binnenfährschiffe sind in Deutschland mit einem großen „F“ gekennzeichnet und müssen von den zuständigen Behörden als Fährschiff zugelassen sein.
Das Betreiben einer Fähre bedarf in Deutschland einer wasserrechtlichen Genehmigung. Das Recht, eine Fährstelle zu genehmigen (historisch: Fährregal) wird von den Ländern nach Maßgabe der Regelungen des Wasserhaushaltsgesetz und der Landeswassergesetze ausgeübt. Das Recht, eine gewerbliche Fährstelle über einen Fluss oder anderes Gewässer zu betreiben, wurde seit dem Mittelalter in Deutschland als Fährgerechtsame bezeichnet.
In Fließgewässern verlaufen die allermeisten Fähren quer zum Fluss und fungieren als Querungsmöglichkeit wie eine Brücke. In seltenen Fällen, in der Regel wo zumindest an einem Ufer eine attraktive Wegverbindung fehlt, wird eine „Längsfähre“ errichtet. Eine Längsfähre durchfährt seit etwa 1990 rund die Hälfte der S-förmigen Schlögener Schlinge der Donau, auf 3,9 km Strecke zwischen Au und Grafenau, beide am linken Ufer, seit 2017 mit einem Katamaran.

### Hochgeschwindigkeitsfähren

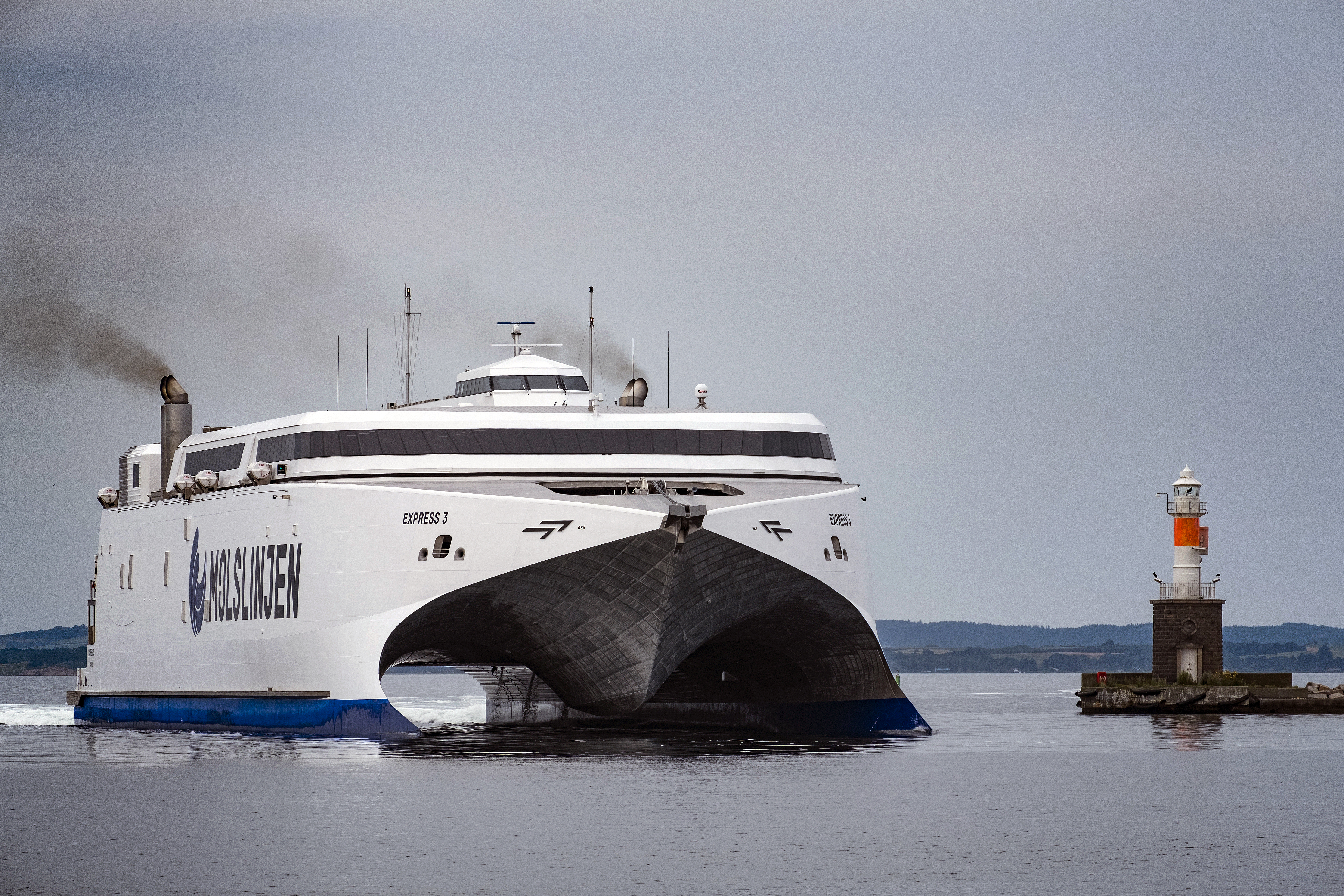
Die „Express 3“, eine in Dänemark eingesetzte Katamaranschnellfähre

Um mit hoher Geschwindigkeit verkehren zu können, werden Fährlinien manchmal mit sogenannten High Speed Crafts betrieben. Die dabei in der Vergangenheit oftmals eingesetzten Tragflächenboote wurden größtenteils durch Luftkissenboote, Einrumpf-Schnellfähren und Katamarane ersetzt.
Auf der Verbindung Dover–Calais über den Ärmelkanal standen die Luftkissenboote in direkter Konkurrenz zu den Shuttle- und Eurostar-Zügen, die den Eurotunnel benutzen. Obwohl die Luftkissenboote bis dahin gut ausgelastet waren und hohe Gewinne einfuhren, musterte die Reederei Hoverspeed im Oktober 2000 die letzten beiden Hovercrafts aus. Dies wurde mit dem Mangel an Ersatzteilen sowie der nicht mehr zeitgemäßen Konstruktion begründet. Seitdem sind Katamarane die schnellsten Fährschiffe über den Ärmelkanal. Die Überfahrt mit ihnen dauert jedoch, inklusive Be- und Entladen, knapp eine Stunde länger als mit den Hovercrafts.
Auch auf Binnenseen werden Fähren mit höherer Geschwindigkeit betrieben, zum Beispiel der Katamaran Friedrichshafen–Konstanz, mit einer Höchstgeschwindigkeit von 40 km/h.

## Nicht freifahrende Fähren
Nicht freifahrende Fähren verfügen teilweise über keinen eigenen Antrieb. So nutzen Gierseilfähren und Rollfähren die Strömung eines Flusses oder Meeresarmes aus, um diesen zu queren, und sind daher sehr umweltfreundliche Verkehrsmittel. Einen eigenen Antrieb haben Seil- und Kettenfähren sowie Schwebefähren.

### Gierseilfähre
Gierseilfähren nutzen die Kraft des strömenden Wassers von Flüssen aus, indem sie ihren Rumpf schräg zur Strömung einstellen (also „gierend“), um Vortrieb in Richtung des angestrebten Ufers zu erzielen. Dabei gibt es mehrere mögliche Bauformen.
Bei der einen laufen von beiden Enden der Fähre zwei sog. Gierseile zu einem Punkt zusammen, von dem ein drittes Seil flussaufwärts zu einem Verankerungspunkt im Wasser nahe einem Ufer führt. Zwei Winden auf der Fähre erlauben das Verkürzen der zwei Arme dieses „Y“, um den Winkel des Rumpfs in der Strömung geeignet einzustellen. Bojen tragen das Seil an der Wasseroberfläche und dienen als Markierung, um Schiffe vom Überfahren des Seils abzuhalten. Die kreuzende Schifffahrt längs des Flusses passiert die Fahrstelle immer dann, wenn sich die Fähre an der Flussseite befindet, nahe der das Seil verankert ist.

### Rollfähre

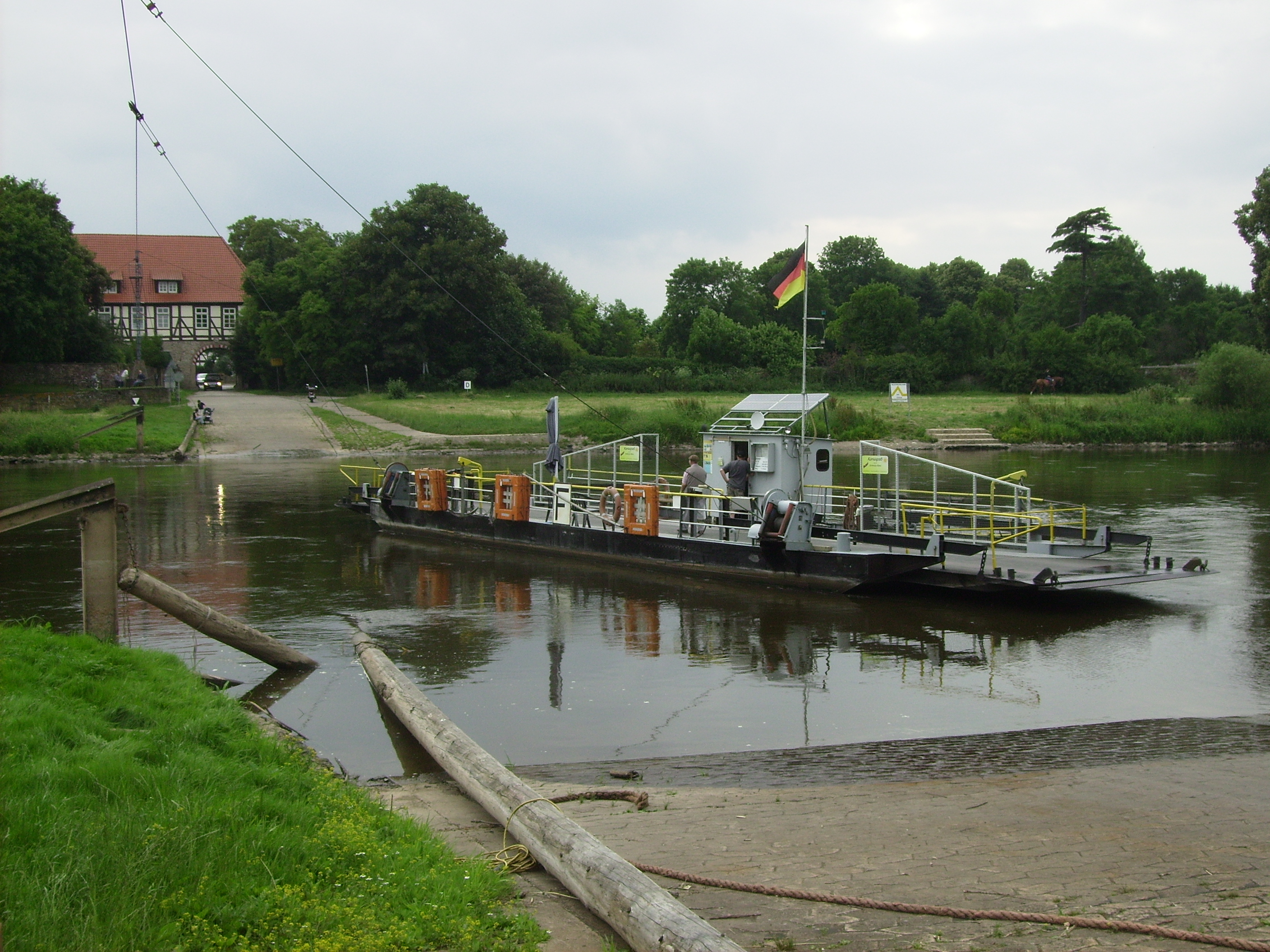
Rollfähre in Grohnde an der Oberweser mit Hochseil und zwei variabel einstellbaren unterschiedlich langen Gierseilen (Karte)

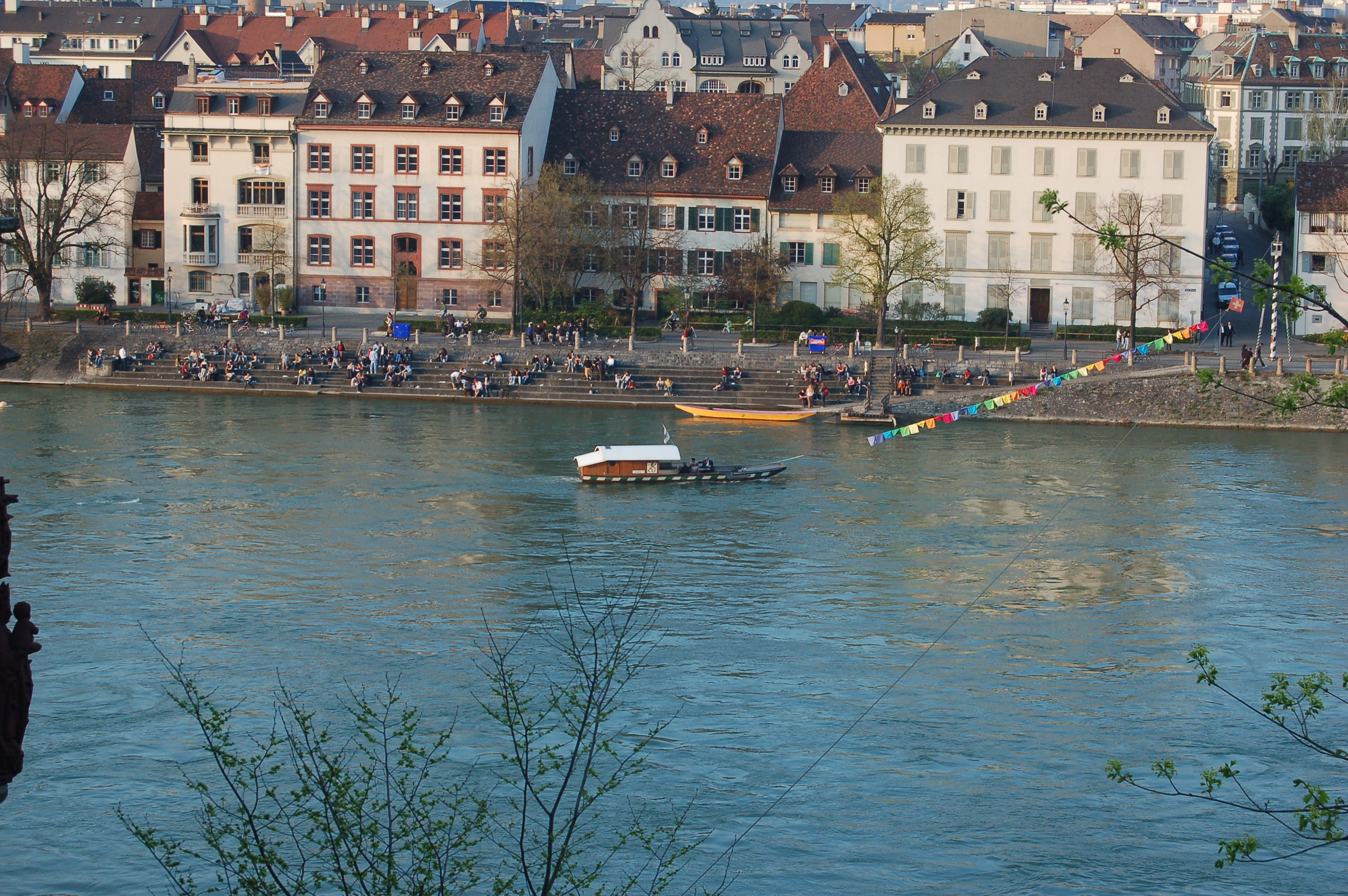
Basler Münsterfähre, typisches Beispiel einer Rollfähre. Die Fähre fährt vom Betrachter weg und steht kurz vor anlegen am anderen Ufer.

Rollfähren sind eine Variante der Gierseilfähre, bei der die Fähre nicht an einem mitten im Fluss verankerten Stahlseil hängt, sondern an einem Seil, das an einer Rolle befestigt ist, die über ein Hochseil läuft (wie bei einer Laufkatze). Das Hochseil ist von einem Ufer zum anderen gespannt – meist über Wasser an Masten. Die Höhe des Hochseils erlaubt entsprechend hohen Schiffen, die Fahrstelle flussab/flussauf zu passieren.
Die Rollfähre selbst kann ihren Anstellwinkel zur Strömung verändern und somit die Strömung als Antrieb nutzen. Zur Veränderung des Anstellwinkels gibt es mehrere Verfahren:
- Es werden zwei Gierseile (je mit separaten Laufkatzen) verwendet. Der Anstellwinkel gegen die Strömung wird über die Länge der beiden Gierseile gesteuert (wie im Bild der Fähre Grohnde zu sehen).
- Das an der Laufkatze hängende Gierseil wird je nach Fahrtrichtung am unteren Ende an einer anderen Stelle der Fähre angebracht, so dass sich die Lage der Fähre gegenüber der Strömung und damit die Fahrtrichtung ändert.
- Über Ruder, die gegen die Strömung gestellt werden, wird die Fähre gegen die Strömung gedreht.

Alle drei Verfahren werden resp. wurden auch für große Rollfähren verwendet, z. B. konnte die frühere Rollfähre in Melk bis zu 10 Pkw aufnehmen. Die vier Basler Fähren über den Rhein kombinieren die beiden letztgenannten Methoden: das Gierseil ist an einem metallenen Schwenkarm befestigt, der im Bugbereich der Fähre zwischen Backbord- und Steuerbord-Reling geschwenkt wird; zusätzlich verfügen die Fähren über ein Ruder am Heck.
Neben den vier schon erwähnten Basler Personenfähren gibt es zahlreiche kleine und große Rollfähren, wie z. B. an der Oberweser. In Ottensheim an der Donau gibt es ebenfalls seit 1871 eine Rollfähre, die so genannte „Drahtseilbrücke Ottensheim“. In der Wachau gibt es die Rollfähre Spitz–Arnsdorf und die Rollfähre Weißenkirchen–St. Lorenz. Weiter flussabwärts verkehrt seit 1935 die Rollfähre Korneuburg–Klosterneuburg. Diese Fähre hat eine Tragfähigkeit von 25 Tonnen, 160 Personen und vier Pkw können geladen werden. Historisch gab es weitere Rollfähren an der Donau, die Fahrzeuge übersetzten:
- zwischen Pöchlarn und Klein-Pöchlarn von 1901 bis in die 1970er Jahre (Eröffnung der Donaukraftwerks Melk);[10]
- zwischen Melk und Emmersdorf an der Donau bis Dezember 1974, als die Donaubrücke Melk eröffnet wurde;
- zwischen Traismauer und Grafenwörth von 1905 bis 1972;
- bei Bad Deutsch-Altenburg (Rollfähre Hainburg) von 1951 bis 1972.

Die Rollfähre über den Ebro (Spanien) entfernt sich vom Betrachter.

Eine besonders archaisch anmutende Konstruktion wird in Spanien zum Überqueren des Ebro betrieben: Die Fähre mit doppeltem Rumpf hängt an einem Seil und wird per Rudersteuerung betrieben. Sie verbindet die C-12 (zwischen Rasquera und Ginestar) mit Miravet.

### Angetriebene Seil- und Kettenfähren

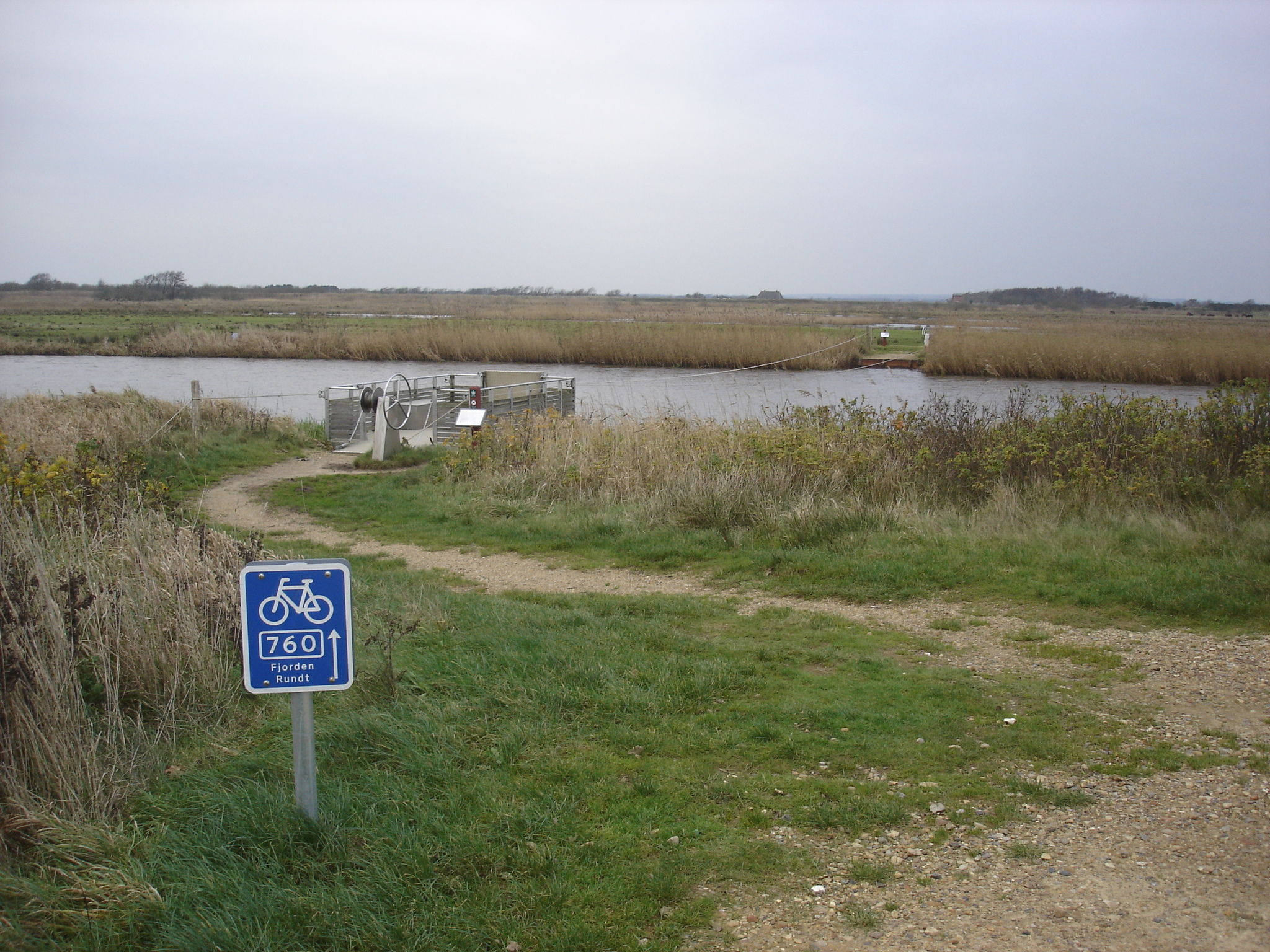
Handbetriebene Seilzugfähre über den Fortgrøft (Karte)

Überfahrten können auch durch angetriebene Seilfähren geleistet werden, die sich an verankerten Stahlseilen – auch Ketten sind möglich – durch das Gewässer bewegen und dadurch immer fest mit beiden Ufern verbunden sind. Der Unterschied zu den strömungsbetriebenen Fähren ist, dass Seilfähren sich mittels eigenem Antrieb an einem Seil oder einer Kette fortbewegen. Dazu können zwei Seile dienen: das Tragseil, an dem die Fähren geführt werden und das sie auf Kurs hält, und das Fahrseil – oder eine Kette, wie bei der Fähre Ketzin –, das dem Antrieb dient. In Skandinavien bestehen mehrere Fährstrecken, wo die Fährschiffe zwar seilgeführt, aber mit Eigenantrieb über Propeller verkehren.
Fast immer werden die Seilfähren von einem Fährmann betrieben, selten über eine Fernbedienung vom Ufer aus. Ein Vorteil dieser Fähren ist, dass sie auch bei stärkeren Strömungen – durch das Tragseil sicher geführt – operieren können. Eine an einem Seil geführte, mit Verholstab per Muskelkraft angetriebene Fähre kann in Bad Kösen benutzt werden. Weiterhin existieren in Schleswig-Holstein Seilfähren an der Stör (Störfähre Else) sowie die Fähre Siebeneichen im Kreis Herzogtum Lauenburg.
Kleine Seil- und Kettenfähren werden auch zur Selbstbedienung angeboten. Im Wasserspielpark auf der Wiener Donauinsel trägt eine kleine Fähre nur zwei Personen über einen seichten Spielteich. Sie wird händisch an einem dicken Seil gezogen, das an Deck der Fähre durch zwei Ösen läuft.
Im dänischen Landschaftsschutzgebiet Skjern Å führen zwei handbetriebene Seilzugfähren über die Skjern Å und ihren Seitenarm Fortgrøft. Sie dienen Fußgängern und dem Radverkehr. Die Handseilzugfähre Leißnitz ist die einzige ihren Art in Brandenburg.
Eine Sonderform sind Seilfähren, bei denen der Antrieb nicht auf der Fähre ist, sondern bei denen das Seil durch einen Antrieb an Land gezogen wird. Ein Beispiel für diese Antriebsform war die Fähre von Kungälv zum Fästningsholmen in Schweden. Heutzutage verwendet die Fähre Jonen in den Niederlanden dieses Prinzip. Der Vorteil solcher Fähren ist, dass sie elektrisch betrieben werden können, ohne dass die Schiffe mit Strom über einen Akku oder eine Oberleitung versorgt werden müssen. Außerdem ist durch das geringere Gewicht weniger Energie für die Fährüberfahrt notwendig.
Rund zehn bis zwanzig reine Kettenfähren weltweit sind gut dokumentiert, die meisten in Deutschland und England. Drei parallele Kettenfähren für je 73 Autos verbinden zum Beispiel Plymouth und Torpoint am Tamar über eine Distanz von 600 Metern. Die Wasserstraße Carrick Roads in Cornwall wird von der historischen Kettenfähre King Harry Ferry gekreuzt; sie verbindet dort als Autofähre die Ortschaften Feock und Philleigh. Auch im mittleren und östlichen Südengland sind zwei weitere leistungsfähige Kettenfähren zu finden: Die Floating Bridge in Cowes auf der Isle of Wight transportierte seit 1859 mit acht verschiedenen Fähren 138 Millionen Passagiere (Stand 2016) und viele Fahrzeuge. Die 1926 erstmals verkehrende Sandbanksferry führt 310 m über den Zugang vom Meer in den Poole Harbour und bietet Platz für 52 Autos. In Deutschland ist eine historische Kettenfähre in Mannheim, im Hafengebiet Sandhofer Altrhein, in Betrieb. Die dortige Auto- und Personenfähre ist seit 115 Jahren in Betrieb und wird von einem alten 12-PS-Farymann-Diesel-Motor angetrieben. Die Tragfähigkeit ist mit rund zehn Tonnen oder 45 Fahrgästen angegeben.
Die längste Seilfährverbindung der Welt ist der Baynes Sound Connector südlich von Courtenay in der kanadischen Provinz British Columbia mit einer Länge von 1961,48 Metern.

### Schwebefähre

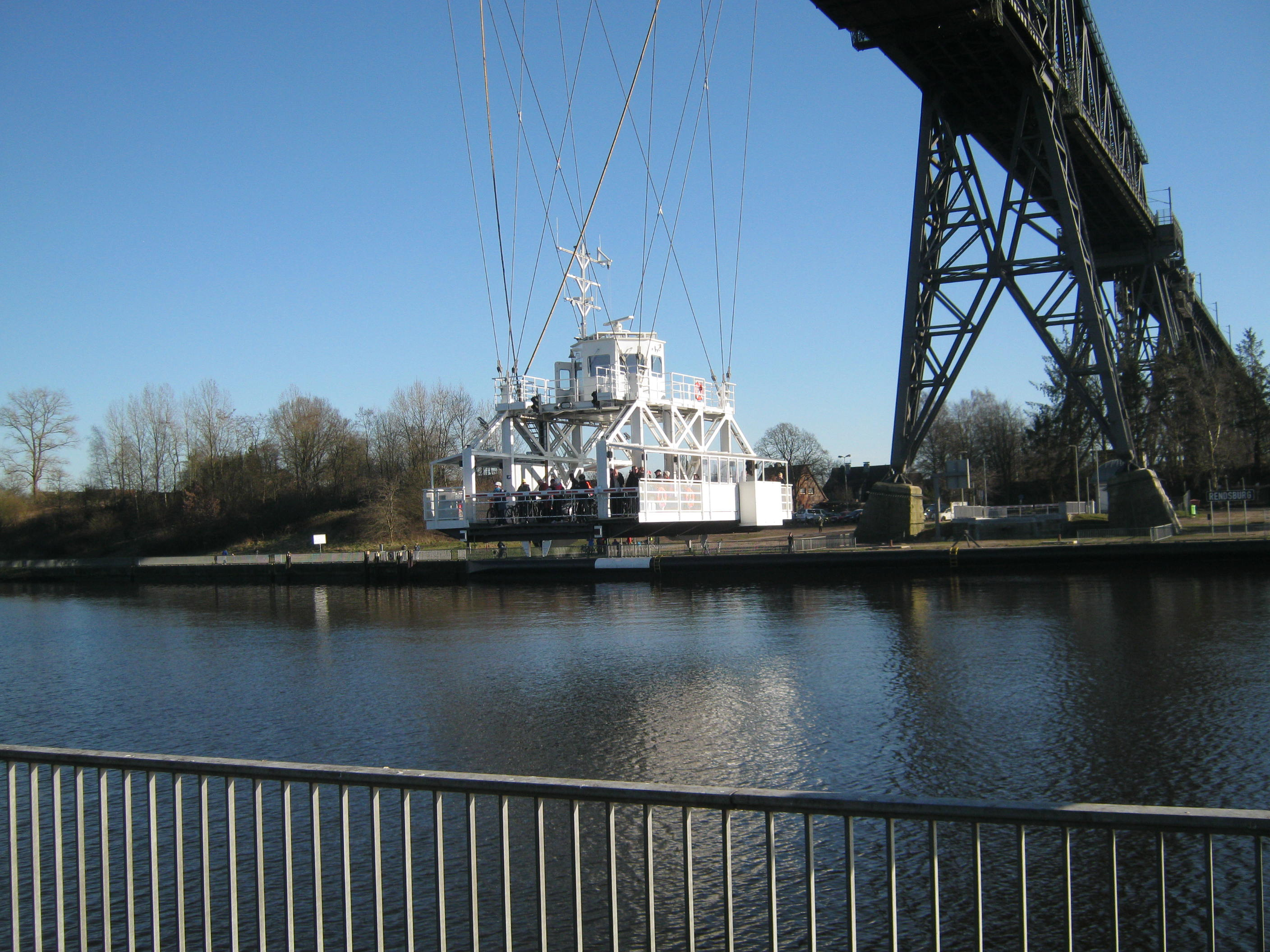
Schwebefähre unter der Rendsburger Hochbrücke über dem Nord-Ostsee-Kanal

Schwebefähren hängen unter einer Brückenkonstruktion und überqueren das Gewässer schwebend. Beispiele dafür gibt es im norddeutschen Raum in Rendsburg unter der Rendsburger Hochbrücke und an der Oste. Weltweit gibt es acht Schwebefähren.
Es gibt auch Fähren, die an einer Seilkonstruktion hängen. Hierbei ist der Übergang zur Luftseilbahn sehr fließend. Eine derartige Konstruktion war die Seilbahnfähre Andelsbuch–Schwarzenberg.

### Oberleitungsfähre

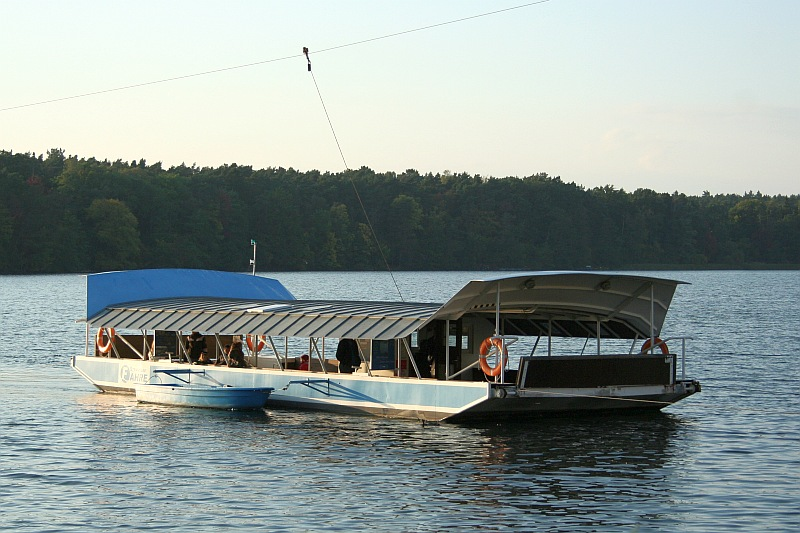
Strausseefähre über dem Straussee in Strausberg

Oberleitungsfähren sind Zwitter: Sie fahren mit Elektroantrieb, sind örtlich an einen Bereich unter der sie speisenden Oberleitung gebunden – eine Laufkatze oder gleitende Vorrichtung mit Schleifern stellt in der Regel zweipoligen elektrischen Kontakt her –, verkehren also nicht frei. Von der Oberleitung wird jedoch keine relevante Kraft auf das Schiff ausgeübt, das autonom gesteuert wird.

## Antrieb freifahrender Fähren
Freifahrende Fähren verfügen regelmäßig über einen eigenen Antrieb (zum Beispiel Propeller). Sie sind örtlich nicht gebunden und haben nicht zwangsläufig eine feste Fährstrecke. Auf vielen großen Flüssen und Seen sind nur freifahrende Fähren zugelassen.

### Verbreitete Antriebstypen
Fähren sind so individuell gebaut, wie es die jeweilige Situation an der Fährstelle erfordert. Dementsprechend vielseitig sind auch die Antriebskonzepte ausgelegt.

Es gibt verschiedene Antriebsarten wie Ruderpropeller (die Schiffsschraube sitzt auf einem um 360 Grad drehbaren Schaft), Wasserstrahlantrieb (Pumpjet), Voith-Schneider-Antrieb (rotierende Scheibe mit bis zu fünf verstellbaren Flügeln, Plattendurchmesser 1,0 bis 2,1  m), Azipods (Antriebsgondeln unter Wasser) und letztlich auch den klassische Antrieb auf Welle mit feststehender oder verstellbarer Schiffsschraube, welcher bei Hochseefähren oder Personenfähren genutzt wird.
Gegenüber dem Wellenantrieb mit klassischem Propeller haben alle alternativen Antriebssysteme den großen Vorteil, das sie eine hohe Manövrierfähigkeit und Wendigkeit ermöglichen.
Als Vorläufer der heutigen Wagenfähren (Doppelendfähren) gelten die Schalden. Sie wurden gerudert, gestakt oder auch gesegelt. Im Laufe der Zeit wurden sie immer größer, bis sie schließlich auch kleine Fuhrwerke übersetzen konnten. Mit heutigen Doppelendfähren hatten sie bereits gemein, dass Fuhrwerke in der gleichen Richtung an Bord und an Land fahren konnten, ohne dass die Schalde gewendet werden musste.
Ihnen folgten die Ponten (Gierponten), deren kastenartiger Rumpf (mit abgeschrägten Enden) größer und stabiler war und ihnen so eine höhere Tragfähigkeit erlaubte. Sie wurden meist an einem Gierseil geführt und wurden so von der Strömung des Flusses angetrieben. Es war eine langsame und gemütliche Überfahrt, die schon mal eine viertel Stunde dauern konnte.
Mit der Entwicklung des Motorantriebs wurden auch die Gierponten effektiver, da man sie nun mit einem Hilfsantrieb versah. Dabei wurde entweder ein Ruderpropeller mittig am Rumpf oder zwei Ruderpropeller jeweils nahe den Enden des Rumpfes angebracht, wobei genügend Abstand zu den Enden eingehalten werden musste, damit die Ruderpropeller nicht beim Anlegen an der Fährrampe auf dem Boden der Fährrampe aufsetzten. Der Einfachheit halber waren die Ruderpropeller auf derselben Rumpfseite untergebracht, sodass die Antriebswellen und die Steuerwellen leichter zum Steuerstand geführt werden konnten und der Rumpf nicht durchbrochen werden musste. Eine solche seitliche Anordnung des Antriebs findet sich auch heute noch bei den meisten kleineren Seilfähren auf den Nebenflüssen.
Im 19. Jahrhundert entstand als Sonderform die Eisenbahnfähre. Dafür musste einmal der Landanschluss reproduzierbar sehr präzise erfolgen und zum anderen mussten die Knickwinkel zwischen Land, Fährbrücke und Deck dauerhaft auf sehr kleine Werte begrenzt werden. Zusätzlich benötigen Eisenbahnfährschiffe leistungsfähige Ballastsysteme, die die Krängung bei einseitiger Belastung kompensieren können. Der sichtbarste Unterschied zu Fährstellen für Straßenfahrzeuge sind die landseitig gelagerten Fährbrücken, die auf das Schiff abgesenkt werden und eine formschlüssige Verbindung herstellen. Wegen der erforderlichen Präzision beim Einlaufen und Festmachen erhielten Eisenbahnfährschiffe auch bei ansonsten asymmetrischer Bauweise früh eine zusätzliche und vollausgerüstete zweite Kommandobrücke.
In der Zeit zwischen Erstem und Zweitem Weltkrieg entwickelte sich das Fährwesen stetig weiter. Der Fahrzeugverkehr wuchs enorm an, sodass schnellere Überfahrten und größere Fährschiffe erforderlich wurden. Aus der Fährschalde (Fährponte) entwickelte sich die Motorfähre (Doppelendfähre). Die pontonartigen Kastenrümpfe wurden breiter und strömungstechnisch optimiert, und die Antriebe verschwanden im Rumpf. In dieser Zeit entstanden auch Fähren mit mehreren feststehenden Schrauben auf Wellen und Rudern (z. B. die Rheinfähre „Franziska“ der Fährgesellschaft Linz-Kripp); diese erwiesen sich aber als nicht leistungsfähig und wendig genug und waren obendrein schwer zu bedienen.
Das klassische Antriebskonzept der symmetrischen Doppelendfähren blieben Ruderpropeller und Voith-Schneider-Antriebe. Dabei werden entweder zwei Antriebe in Längsrichtung mittig im Rumpf nahe den Rumpfenden platziert oder vier Antriebe an den Rumpfenden angeordnet. Es gibt aber auch Doppelendfähren, die asymmetrisch aufgebaut sind, wo die Antriebe auf nur einer Seite der Fähre und nicht mittig im Rumpf platziert sind, wie etwa die „Loreley VI“ in St. Goar.
Zuletzt gab es auch Fähren, die mit einem dritten Antrieb aus- oder nachgerüstet wurden (z. B. die Fähre "Kornsand" in Nierstein oder die Fähren "Konrad-Adenauer" und "St. Christophorus (II) in Niederdollendorf).
Einige der moderneren Motorfähren setzen auch Wasserstrahlantriebe (Pump-Jets) ein. Azipods finden sich überwiegend bei Hochseefähren.

### Elektrische Fähren

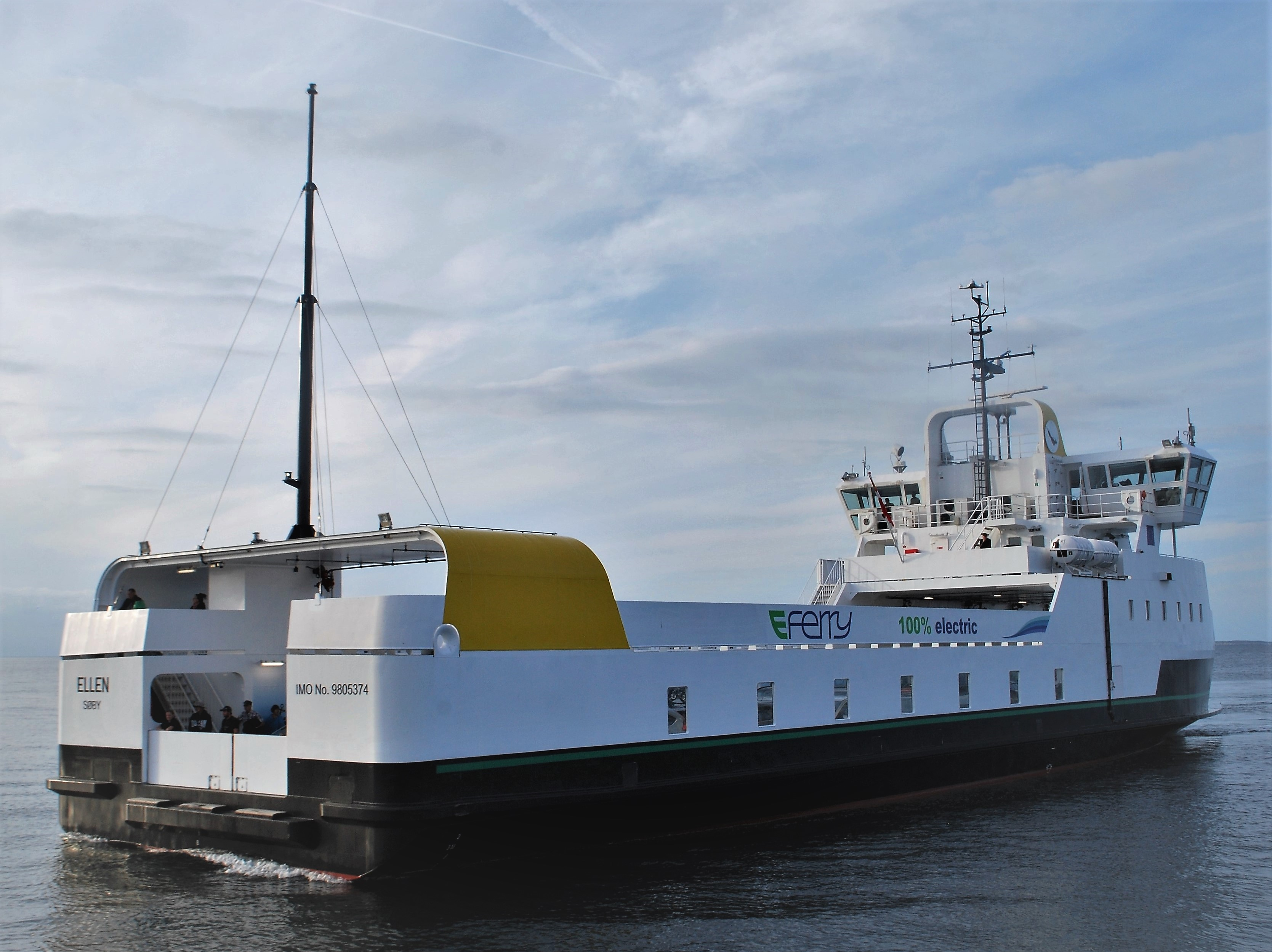
Fährschiff Ellen

Vom 11. Juli 1908 bis zu ihrer Sprengung und Versenkung Anfang März 1945 durch deutsche Truppen fuhr eine 30 m lange Fähre mit 9,5 × 15 m großer Plattform mit Akkumulatorantrieb außer bei Eisgang und Hochwasser über den Rhein von Godesberg nach Niederdollendorf (heute: Rheinfähre Bad Godesberg–Niederdollendorf). Die Fähre war ein Doppelschraubenschiff. 16×10 Akkumulatorenzellen erzeugten eine Spannung von im Mittel 200 V. Die beiden Ladeklappen wurden durch je einen „dreipferdigen“ Elektromotor bewegt.
Als neuere Sonderform entstanden die Solarfähren, von denen zwei Typen auf dem Bodensee-Seeteil Untersee verkehren: Die kleinere Insel Reichenau zwischen der Insel Reichenau und Mannenbach und die größere Helio-Solarfähre von Gaienhofen aus.
Die weltweit erste akkuelektrische Autofähre Ampere für 120 Pkw und 360 Passagiere ging 2015 in Norwegen zwischen Lavik und Oppedal nördlich von Bergen in Betrieb. Der Lithium-Ionen-Akkumulatorensatz mit insgesamt 1 MWh würde mit den zwei Elektromotoren (je 450 kW Leistung) für einige Überfahrten je 6 km Strecke ausdauern, kaum jedoch für alle 34 Fahrten je Tag. An beiden Anlegestellen zu beiden Seiten des Fjords werden die Akkumulatoren für je rund 10  Minuten nachgeladen. Dafür ist an beiden Stellen je ein 0,26-MWh-Akku als Puffer installiert, um dabei das Ortsnetz nicht zu überlasten. Der Projektname war ZeroCat.
Eine weitere akkuelektrische Autofähre ging Juni 2017 in der Hafenstadt Kaohsiung in Taiwan in Betrieb.
Die Ellen ist eine elektrisch betriebene Fähre in Dänemark. Die Fähre der Reederei Ærøfærgerne nahm im August 2019 als zu diesem Zeitpunkt vermutlich weltgrößte vollelektrische Fähre ihren Betrieb auf. Eine Besonderheit ist die ebenfalls dänische Kabelfähre bei Udbyhøj am Randers Fjord, die seit 2022 über ein ab- und aufrollbares Seekabel betrieben wird.
Anfang Mai 2025 wurde mit der China Zorrilla die aktuell größte Elektrofähre in Australien vom Stapel gelassen. Sie ist 148 Meter lang und bietet 2100 Passagieren und deren Autos Platz. Ursprünglich wurde ein Flüssiggasantrieb vorgesehen, der aber durch Batterien ersetzt wurde. Sie soll künftig für eine argentinische Reederei zwischen Buenos Aires und Uruguay fahren. Mit der Helios ist eine weitere Elektrofähre ähnlicher Größe der finnischen Schiffsgesellschaft Viking Line geplant. Die Batteriekapazität wird mit 85 bis 100 MWh angegeben. Die Fähre soll ab 2030 2000 Passagiere in etwas mehr als zwei Stunden auf der 80 km langen Strecke zwischen Helsinki und Tallinn befördern. Zusätzlich bietet die 195 Meter lange und 30 Meter breite Fähre Frachträume mit rund zwei Kilometer langen Spuren für Lkw.

### Betrieb durch Muskelkraft, Kahnfähre
Zur Beförderung von Personen gebaute offene Fähren, die durch Muskelkraft fortbewegt werden, werden in Deutschland als Kahnfähre bezeichnet (§ 1 Nr. 2 der Fährenbetriebsverordnung). Dabei kann ein Hilfsantrieb ein- oder angebaut sein. Kahnfähren werden nur tagsüber eingesetzt.
Bei manchen Kahnfähren dient Ruderkraft als Antrieb. So transportiert auf der Insel Rügen die Ruder-Fähre Moritzdorf Fußgänger und Radfahrer zwischen Baabe und Moritzdorf. Eine weitere Ruderboot-Fähre verkehrt auf der Müggelspree zwischen Berlin-Rahnsdorf und Berlin-Müggelheim. Sie wird von den Berliner Verkehrsbetrieben (BVG) als Linie F24 betrieben und ist die kürzeste Fährlinie Berlins. Bei der Fähre Kronsnest dient Wriggen als Antrieb.
In Venedig fahren noch mehrere traditionelle Gondeln über den Canal Grande, die als Traghetti (Fähren) bezeichnet werden – die vorhandenen Sitzplätze werden allerdings nur von Touristen genutzt.

### Segelfähre
Historisch wurden Fährboote auch mit Segeln betrieben.

## Doppelendfähre

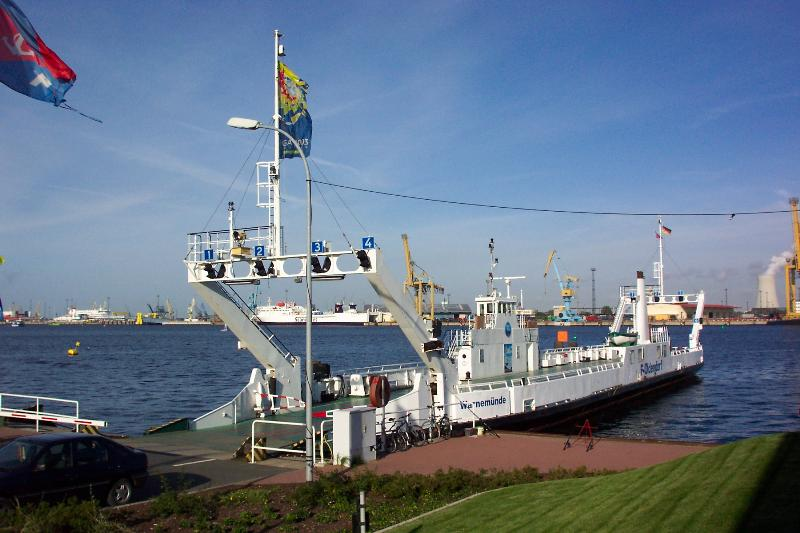
Doppelendfähre auf der Warnow

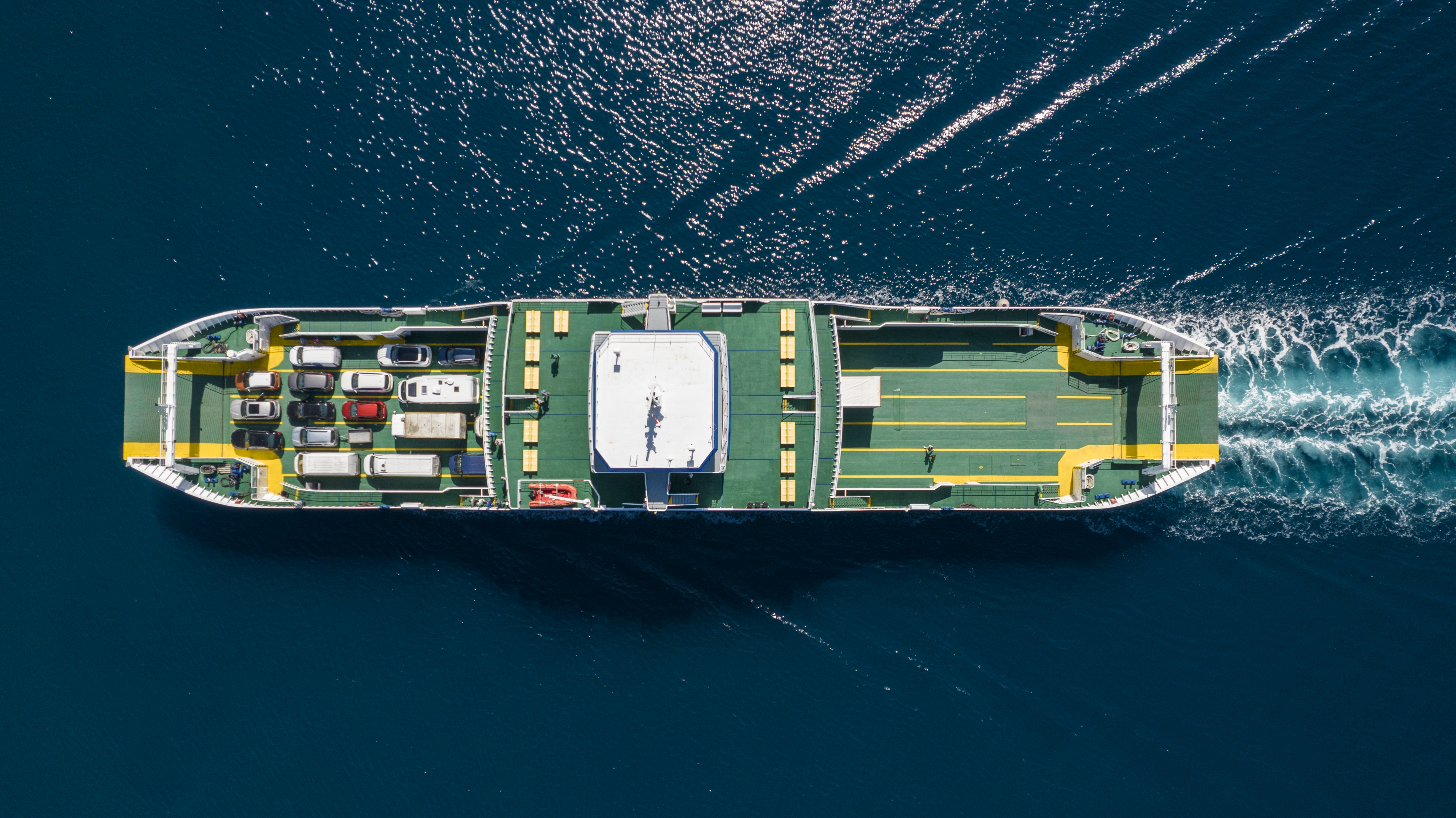
Frei fahrende Doppelendfähre auf dem Mittelmeer zwischen Krk und Cres

Bei einer Doppelendfähre sind Bug und Heck so gebaut, dass das Schiff mit beiden Enden anlegen kann. Damit wird insbesondere das Be- und Entladen von Kraftfahrzeugen erleichtert. Symmetrische Doppelendfährschiffe können in beiden Richtungen gleichermaßen fahren, sie weisen außerdem in beiden Fahrtrichtungen die gleiche Manövrierfähigkeit auf. Sinn einer symmetrischen Doppelendfähre ist, dass die Wendemanöver in oder vor den Häfen entfallen, was auf den gewöhnlich kurzen Fährstrecken Zeit und Treibstoff einspart. Außerdem werden die An- und Ablegemanöver deutlich vereinfacht.
Symmetrische Doppelendfähren werden hauptsächlich auf Flüssen und Seen eingesetzt, zum Beispiel die Weserfähre Bremerhaven–Nordenham oder die Autofähre Konstanz–Meersburg, aber auch in Küstengewässern, zum Beispiel zur Überfahrt von Norddeich nach Norderney oder von Palau nach La Maddalena. Es gibt symmetrische Doppelendfährschiffe, die auch auf offener See verkehren, wie die Fährschiffe auf der Vogelfluglinie, die Fähren der Gozo Channel Line auf Malta oder die eisbrechenden Fähren Ferry 45 Ro-Pax zu den der estländischen Küste vorgelagerten Inseln.

## Fähren mit kostenloser Benutzung
In Europa war schon seit dem Mittelalter die Fährgerechtsame ein vom Adel oder der Kirche weitergegebenes Recht zur Einhebung von Gebühren für den Fährdienst. Dennoch gibt es auch Fähren, deren Benutzung kostenlos ist. Meistens handelt es sich um Fluss- oder Kanalfähren. Zu diesen Fähren zählen:
- Woolwich-Fähre in London über die Themse.
- Fähre über das IJ (Amsterdam).
- In Finnland alle Fähren, die zum allgemeinen Straßennetz gehören, darunter die Fähren in Åland und nach Hailuoto.
- Fähren über die Swine in Świnoujście (Swinemünde) zwischen Usedom und Wolin.
- Fähren über den Nord-Ostsee-Kanal sind vertragsgemäß für Benutzer kostenlos, weil der Kanal ein künstlich angelegtes Gewässer ist und die Wegverbindungen schon vorher bestanden.
- die Rheinfähren Plittersdorf – Seltz (F), Betreiber ist das französische Département Bas-Rhin.
- die Rheinfähren Greffern – Drusenheim (F) und Kappel – Rhinau (F), beide ebenfalls von Frankreich betrieben und daher kostenlos,
- die Ruhrtalfähre Hardenstein in Witten (betrieben von einer städtischen Beschäftigungsgesellschaft), sie schließt im Sommer für Fußgänger und Radfahrer eine Lücke im Ruhrtalradweg.
- vier Lippefähren Lupia in Hamm (beim Schloss Oberwerries)[25], Maifisch in Haltern am See[26], Baldur in Dorsten (zwischen den Stadtteilen Hardt und Holsterhausen)[27] und Quertreiber in Wesel (beim RWE-Umspannwerk Obrighoven)[28]. Es handelt sich um unentgeltlich benutzbare Seilfähren für Fußgänger und Radfahrer, welche die Fähren mit Muskelkraft selbst betätigen müssen.
- Die Schwerbehindertenfreifahrt umfasst bestimmte Linien.

## Sonstiges
Die Deutsche Fährstraße, die von Bremervörde nach Kiel führt, verbindet Fähren nahezu aller Art. Die 250 km lange Ferienstraße wurde im Mai 2004 eröffnet.
In Portugal werden die Fähren zwischen Lissabon und dem Südufer des Tejo nach der namensgebenden Stadt Cacilhas als Cacilheiros bezeichnet.

## Siehe auch

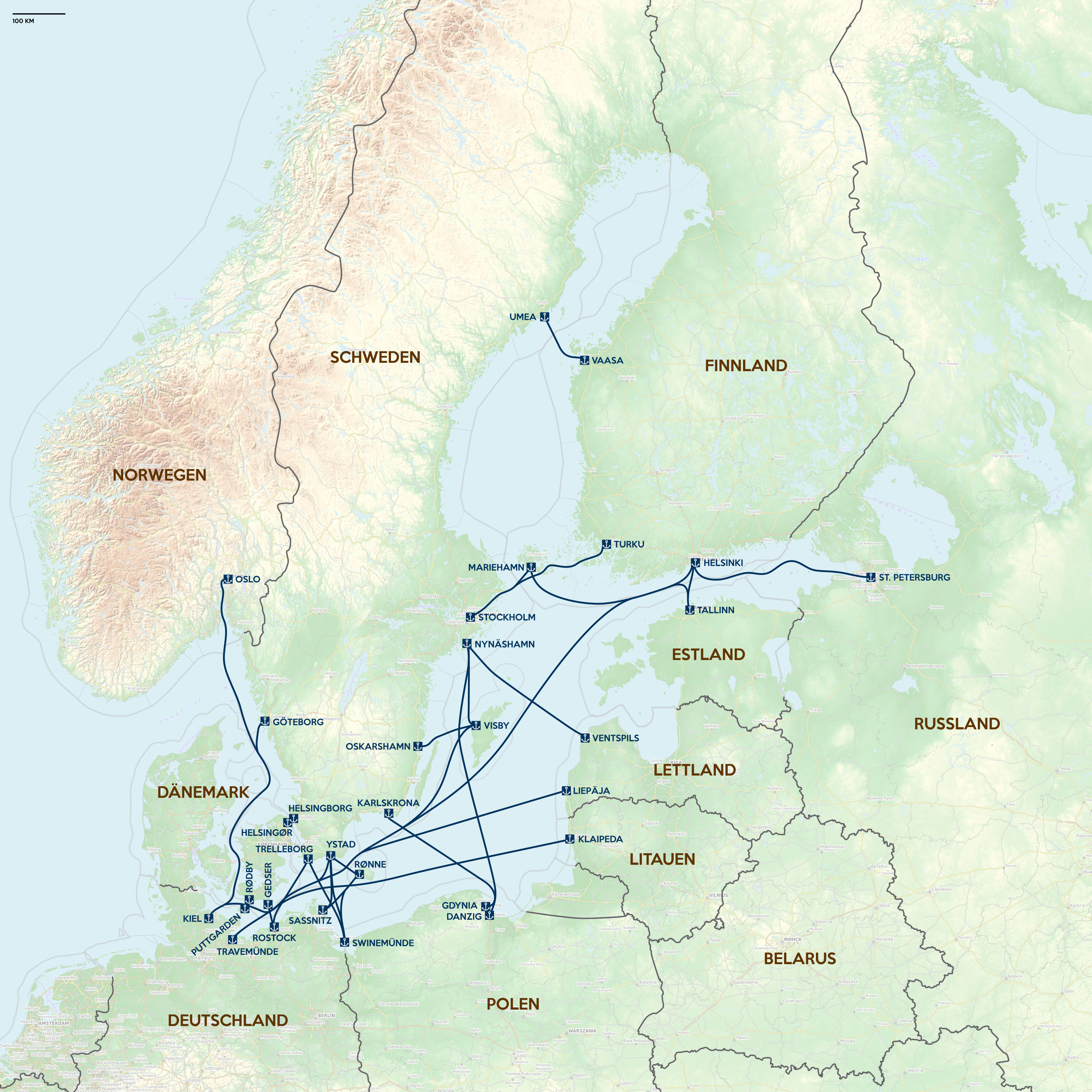
Ostseefährlinien